# Ne nous hachons pas
Ne nous hachons pas (Don't Axe Me) est un cartoon, réalisé par Robert McKimson et sorti en 1958, qui met en scène Daffy Duck et Elmer Fudd.